# 섹시 보이스 앤 로보
《섹시 보이스 앤 로보》(セクシーボイスアンドロボ)는 구로다 이오우의 만화작품이다. 스피릿 증간IKKI(쇼가쿠칸) 2000년 12월호부터 2003년 2월호에 걸쳐 13화 연재, 11화까지는 매 화 완결 형식. 단행본은 2권까지 간행.
2007년 NTV에서, 대폭 각색되어 TV 드라마로 방송되었다.

## 개요
7가지 목소리를 낼 수 있는 소녀 니코에게, 그 능력을 꿰뚫어 본 의문의 노인이 어떤 유괴 사건에 대한 조언을 구한다. 사건을 해결한 니코는 이후 코드네임 ‘섹시 보이스’로 명명하고, 의문스런 노인의 여러 가지 의뢰를 파트너 ‘로보’와 함께 해결해 간다.

## 등장 인물
- 하야시 니코

통칭 니코. 스파이나 점쟁이가 되고싶어 하는 중학교 3학년생. 섹시 보이스라는 이름을 지은 것은 7가지를 낼 수 있어서이다. 전화방에서 ‘사쿠라’라는 가명으로 아르바이트를 하며 관찰안 실력을 갈고 닦고 있다. 목소리나 말투를 바탕으로 전화 상대의 연령이나 성격, 외모까지 판단할 수 있고, 그 통찰력을 이용해 의문스런 노인의 여러 가지 의뢰를 해결해 간다.
- 스도 이이치로

통칭 로보. 로봇 오타쿠, 25세 프리터. 안경을 쓴다. ‘하츠미’라는 가명을 쓴 니코의 전화방 손님이었지만, 제1화에서 차가 필요했던 니코에게 이용당한 이래, 시도때도 없이 니코에게 불려다닌다. 마츠다 로드스터(NB형)을 소유하고 있었지만, 제2화에서 한 여성이 훔쳐타고 달아났고 제3화에서 테러리스트에 의해 폭파되었다. 글래머러스한 여성을 좋아하고, 매번 어른 목소리를 내는 니코에게 속는다.
- 노인

찻집에서 ‘사쿠라’로 위장해 전화방 아르바이트를 하고 있던 니코를 발견하고 유괴 사건의 조언을 부탁한 노인. 그 후 니코에게 여러 가지 의뢰를 한다. 니코에게 의뢰를 할 때는 ‘나나시’라는 이름의 유능한 부하가 찾아가도록 한다. 젊었을 때 ‘데코간’이라는 이름의 임협자로 유명.

## 부제

### 제1권
- voice1 섹시 보이스는 14세
- voice2 여자는 바다
- voice3 에이스를 노려라!
- voice4 타워의 남자
- voice5 일본의 바캉스
- voice6 반지와 갱스터

### 제2권
- voice7 만져봐, 푸른 하늘
- voice8 작심삼일의 천국
- voice9 할아버지의 전화
- voice10 하룻밤의 호유(豪遊)
- voice11 열쇠
- voice12 전언 게임
- voice13 전언 게임은 이어진다

## 텔레비전 드라마
NTV가 2007년 4월 10일부터 6월 19일까지 매주 화요일 22:00 ~ 22:54, 화요드라마 제1탄으로 방송. 제1화는 방송 시간을 20분 연장으로 22:00 ~ 23:14에 방송되었다.
※이하, 원작의 ‘화’에 대해서는 표기할 때는 ‘○화’, 드라마에 대해 표기할 때는 ‘Voice ○’으로 표기한다.

## 개요
마츠야마 켄이치의 연속 드라마 첫 주연작이다. 각본은 《수박》, 《노부타를 프로듀스》를 쓴 키자라 이즈미로, 원작을 대담하게 각색했다. 시청률은 마지막까지 고전을 면치 못했지만, 일간 스포츠 주최 ‘제11회 드라마 그랑프리’에서는 작품상 2위를 포함해 총4개 부문에서 베스트3를 획득하였다. 또 공식사이트 게시판에는 방송 기간 내 1만 4000건이 넘는 게시글이 등록되는 등의 반향을 일으켰다.
오고 스즈카도 ‘THE 텔레비전’의 드라마아카데미상에서 여우조연상을 획득, 심사위원 기타가와 마사히로는 잡지에서 오고를 “주연할 가치가 있다.”고 높게 평가 하였다. TV LIFE의 드라마 대상에서는 신인상도 수상했다(상반기 분).
캐치카피는 당신 주위에 스파이가 있다.

## 등장 인물

### 섹시 보이스 앤 로보
- 스도 이이치로 (통칭 : 로보) - 마츠야마 켄이치

로봇 오타쿠인 24세 청년. 아키하바라에서 일하는 회사원. 자택에는 대량의 로봇 피규어를 장식해 두고 있다. 특히 맥스로보라고 하는 애니메이션을 매우 좋아해서, 틈만 나면 오버 액션과 함께 필살기 주문을 외친다. 때문에 주위 분위기를 순식간에 얼어붙게 만들지만 정작 본인은 느끼지 못하고, 니코도 나쁘게 받아들이지 않는다. 또 우주라는 단어에 설렘을 느끼고, 천체에 관해서도 빠삭하다. Voice 1에서 우연히 만난 하야시 카즈미에게 첫눈에 반한다.
- 하야시 니코 (통칭 : 니코) - 오고 스즈카 (니코의 7가지 목소리 : 치바 시게루, 스미토모 유코, 이쿠라 카즈에, 카토 에미리)

중학교 2학년. 남녀노소 관계없이 고도의 성대모사 가능. 혼잡함 속에서 특정 목소리만을 듣고 구별하는 능력도 있다. 장발이며, 교복을 입을 때는 양갈래. 신발은 항상 닥터 마틴을 신고 있다. 나중에 아이가 태어나면 ‘사치코’라고 짓고 싶어 한다(Voice 10).

### 니코네 가족
- 하야시 카즈미 - 무라카와 에리

니코의 언니. 여러 가지 아르바이트를 하고 있지만, 그 수입은 대부분 옷값으로 쓰고있다. 자신도 모르게 사게되는 옷의 태그를 모으는 취미가 있다. 니코에게 “옷을 바꾸듯 번갈아 남자를 바꾸네”라는 말을 들을 정도로 매일 미팅에 혈안. 독립을 꿈꾸지만, 부모님이 허락해 주지 않아 아직 본가에 살고 있다. 로보가 좋아하는 상대.
- 하야시 타케오 - 츠카모토 신야

니코의 아버지. 버스 운전기사. 취미는 우유 뚜껑 수집. 부인 유키에는 한심하게 생각하지만, “내가 살아온 증거를 남기고 있는 거야”라고 하였다(Voice 1). 히로시마 도요 카프의 팬.
- 하야시 유키에 - 카타기리 하이리

니코의 모친. 커피 원두 판매 아르바이트를 하고 있다. 취미는 사진찍기.

### 수수께끼 조직
- 마키나 마키 - 아사오카 루리코

표면적으로는 골동품점 지조도의 주인이지만, 뒷세계에 정통(精通)한 수수께끼로 둘러싸인 인물. 그녀의 주변에는 여러 가지 사건이 일어나고, 그 때마다 로보와 니코에게 조사를 의뢰한다. 니코에게는 교훈이 되는 말을 자주 해준다. 젊었을 때 연인과 함께 스파이였다(Voice 9).
- 나나시 히데요시 - 오카다 요시노리

마키나의 부하로 마키나와 같이 수수께끼로 둘러싸인 인물. 마키나 밑에 있는 이유는 밝혀지지 않지만, 그녀에게는 대등히 맞설 수 없다. 두뇌 명석, 행동력이나 요리 실력이 뛰어나고, 더불어 바게트로 불상을 만들만큼 잔머리가 뛰어나고(Voice 2), 덜렁대기도 하는 성격. 때문에 실수를 한다거나, 자주 터무니없는 사태를 초래하기도 한다.
마키나에게서는 욧짱이라고 불리고, Voice 6에서는 유일한 가족이라고 칭해진다. 자신보다 강한 것에는 대등히 맞설 수 없는 반면 약하면 전력으로 싸우는 성격이지만, Voice 9에서 동료를 위하는 면도 그려져, 마키나가 목숨을 위협 받았을 때도 그녀를 지키기로 한다.

### 그 외
- 니코의 친구(무-짱) - 카지와라 히카리
- 로보의 오타쿠 친구 - 아카보시 쇼이치로, 롯카쿠 세이지, 히무라 야스히, Mansour Diagne

### 각 화 게스트
| 각 화      | 역 명 / 연기자                                                                                             | 특징 |
| ---------- | --- | --- |
| Voice 1&11 | 작심삼일 (미타 히로, 35세) 나카무라 시도                                                                   | 사흘이 지나면 기억이 사라지는 킬러. 니코 일행과 처음 만났을 때는 이미 새로운 임무가 주어져 있었다.                                                         |
| Voice 1&11 | 조직의 연락원 키타미 토시유키                                                                              | 작심삼일에게 살해 지시를 한 남자. |
| Voice 2    | 고보죠 (고토) 무라카미 준                                                                                  | 어떤 여성을 만나러 가는 도중에 강도 사건을 일으킨 남자. 오토바이로 뛰어든 미용실에서 우연히 로보와 니코를 만난다.                                          |
| Voice 3    | 흑치녀 (야마노 츠키코) 카시이 유                                                                           | 자살 지원자들을 태운 버스를 놓친 곳에서 로보를 만난 여자. 흑치녀로, 수많은 사건을 일으킨다.                                                                |
| Voice 4    | 인내주머니 (우사미 요시코) 이치카와 미와코                                                                 | 로보의 대학 선배. 자신의 마음에 들지 않는 것이 있을 때 울분을 해소하기 위해 곳곳에 폭탄을 설치하는 여자.                                                   |
| Voice 4    | 타사키 교수 이토 마사유키                                                                                  | 인내주머니(=우사미)의 대학 시절 교수. 두 사람 사이에 트러블이 생겼다.                                                                                      |
| Voice 5    | 레이, 미카, 에리, 치에, 마나미 쿠로카와 토모카, 이리야마 노리코, 나카 리이사, 타카세 유키나, 키나미 하루카 | 성 우라지밀학원의 키 퍼슨. ‘우시미츠님’이라 불리는 인형을 중심으로 일어난 저주로 니코를 혼란스럽게 만든다.                                                 |
| Voice 6    | ZI (쿄코) 료                                                                                               | 꽃집 주인. 前 킬러. |
| Voice 6    | 로보네 엄마 시라이시 카요코                                                                                | 로보의 모친. |
| Voice 6    | 마나베, 코타로 오기 시게미츠, 히라사와 타케루                                                              | ZI의 남편과 외동 아들. 남편은 원래 ZI의 표적이었다. |
| Voice 6    | 의뢰인 츠루타 사야카                                                                                       | ZI의 수색을 의뢰한다. |
| Voice 7    | 햄버그스테이크 모로 모로오카                                                                               | 얼굴도 모르는 문자 친구와 도피하기 위해 직장에서 1억엔을 횡령해 패밀리 레스토랑에서 기다리고 있지만, 상대 여자는 나타나지 않는다. 햄버그스테이크는 닉네임. |
| Voice 7    | 요리사 다카하시 잇세이                                                                                     | 패밀리 레스토랑 수습 요리사. '욧짱'의 지도로 훌륭한 소스를 만들어 내고는, 스승인양 우러러 본다.                                                            |
| Voice 8&9  | 쇼코, 케이, 에미리 코바야시 사토미, 모타이 마사코, 토모사카 리에                                           | 3인조 킬러 풋치니. 죽음을 목전에 둔 환자의 바람을 바람을 들어 주고, 이루어 주는 3인조. 낮에는 간호사로 변신한다.                                           |
| Voice 8&9  | 오노 이치로 마이크 마키                                                                                    | 마키나의 연인, 더불어 스파이 동료. 사고로 식물인간 상태.                                                                                                   |
| Voice 10   | 노부타 콘 사사이 에이스케                                                                                  | 만화가. 대표작은 《모에몬》. 물고기를 좋아해서 《모에몬》의 주인공 모에몬도 초롱아귀다. 극중에서 어렸을 때부터 꿈이었던 수족관을 개설했다.                 |
| Voice 11   | 사다 리나 오카모토 안리                                                                                    | 니코네 반에 전학 온 여자아이. 주위 분위기를 일부러 맞추거나, 규율에 얽매이는 것을 극단적으로 싫어한다.                                                     |

### 부제
| 각 화                                                   | 방송일          | 부제              | 시청률 | 비고                                      | 각본            |
| ------------------------------------------------------- | --------------- | ----------------- | ------ | ----------------------------------------- | --------------- |
| Voice 1                                                 | 2007년 4월 10일 | 작심삼일          | 12.5%  | 아름다운 추억을 잊어버린 살인자를 쫓아라! | 키자라 이즈미   |
| Voice 2                                                 | 2007년 4월 17일 | 고보조            | 8.7%   | 강도범의 마지막 사람                      | 키자라 이즈미   |
| Voice 3                                                 | 2007년 4월 24일 | 흑치녀            | 6.9%   | 고독한 흑치녀!! 구출 작전                 | 키자라 이즈미   |
| Voice 4                                                 | 2007년 5월 1일  | 인내주머니        | 7.0%   | 폭탄마가 된 그녀를 구하라                 | 야마오카 신스케 |
| Voice 5                                                 | 2007년 5월 8일  | 우시미츠님        | 6.9%   | 고교입학!? 공포의 3일간!!                 | 네모토 논지     |
| Voice 6                                                 | 2007년 5월 15일 | ZI                | 7.8%   | 킬러의 육아…                              | 키자라 이즈미   |
| Voice 7                                                 | 방송중지        | 햄버그스테이크 씨 | -      | 인생을 다시 시작할 수 있는 햄버그스테이크 | 야마오카 신스케 |
| Voice 8                                                 | 2007년 5월 29일 | 풋치니 전편       | 6.5%   | 사랑과 죽음·전편                          | 키자라 이즈미   |
| Voice 9                                                 | 2007년 6월 5일  | 풋치니 후편       | 6.4%   | 다들 죽지 말아요                          | 키자라 이즈미   |
| Voice 10                                                | 2007년 6월 12일 | 사치코            | 6.5%   | 후생의 행복을 돈으로 사는 남자            | 키자라 이즈미   |
| Last Voice                                              | 2007년 6월 19일 | 로보              | 6.4%   | 구할 수 있는 건 우주에서 나 하나          | 키자라 이즈미   |
| 평균시청률 7.6% (시청률은 간토 지구 비디오 리서치 조사) |                 |                   |        |                                           |                 |

※당초 Voice 7로 제작 되었던 회는 2007년 5월 22일 방송 예정이었지만 패밀리레스토랑 인질극 장면에 대해, “스토리 설정에 아이치현 나가쿠테 정 인질극을 상기시키는 장면을 포함되어 있다”는 이유로 방송 직전에 방영 중지가 정해졌고, 이 날은 Voice 2를 재방송 했다. 다음 주에는 순서대로 Voice 8 방송. Voice 7은 2007년 9월 20일 발매된 DVD에 수록되었다.

## 주제가
단 하나(ひとつだけ 히토츠다케[*])
노래 : 미츠키 / 작사·작곡 : 바바 토시히데 / 편곡 : 코부치 켄타로 (워너뮤직 재팬)

## 비고
- 극중에서 '나나시'가 흥얼거리는 ‘프로페셔널 한~♪’은 코모토 히로키가 키무라 아츠키의 《앨범 작은 꽃》에 제공한 곡 프로페셔널의 일부.
- 로케이션지는 스기나미구 아사가야· 스기나미 구 고엔지 주변.
- 주연 콤비 마츠야마 켄이치와 오고 스즈카는 2009년에 영화 가무이 외전에서도 재회했다.
- 하야시 카즈미 역의 무라카와 에리, 로보의 오타쿠 친구 역의 롯카쿠 세이지, 히무라 야스히, Voice 3의 카시이 유우, Voice 5의 이리야마 노리코, 나카 리이사, Voice 8&9의 토모사카 리에 총 7명은 《마이☆보스 마이☆히어로》 (2006년, NTV)에 출연했다.

## 원작과의 차이점
- 원작에서 '로보'의 나이는 25세지만 드라마에서는 24세다. 또 드라마에서는 여성이나 로봇에의 집착도 원작보다 심하고, 필살기 주문을 외치는 묘사도 원작에는 없는 드라마 오리지널. 외에도 원작과 드라마에서는 겉모습이 크게 상이하다.

- 원작에서 '로보'의 차는 로드스터로 극중에서 폐차되지만, 드라마판에서는 시트로엥 2CV다. 폐차되지 않는다.

- 원작에서 '로보'의 직업은 프리터지만, 드라마판에서는 회사원이다.

- '니코'의 나이는 드라마에서도 원작처럼 14세지만, 원작은 중3, 드라마는 중2다.

- 원작에서는 '니코'의 가족에 대해 그리지 않았지만, 드라마에서는 4인 가족이 매회 출연하고 있다. 또 '로보'네 쪽도 원작과는 달리 Voice 6에서 모친이 등장한다.

- 원작에서 '니코'가 7가지 목소리를 낼 수 있는 능력이 있는 것을 '로보'가 알고 있는지 판별할 수 없지만, Voice 4에서 '로보' 앞에서 목소리를 조작하는 장면이나, Voice 5에서의 '로보'의 대사로 드라마에서는 확실히 알고 있는 것을 알 수 있다.

- 원작에서 의뢰인은 노인(남성)이지만, 드라마에서는 수수께끼 골동품 가게 주인(여성)이다. 또 '니코'와 의뢰인의 첫 만남은 원작에서는 커피숍에서 노인이 '니코'의 뒤에 앉았다가 '니코'가 '사쿠라'로 위장한 것을 듣게 된 것이지만, 드라마에서는 Voice 1에서 '작심삼일'의 정체를 알기 위한 약을 사기위해 들른 곳이 우연히 '마키나'의 골동품 가게였던 것이다. '니코'가 의뢰인을 부를 때는 원작에서는 "할아버지", 드라마에서는 "사장님"이라고 부른다.

- 원작에서의 '나나시'는, 제10화에서 '작심삼일'의 매니저(통칭:햄카츠)에게서 “저건 인간이 아니다”, “닌자라는 소문이 있다”라는 말을 듣는 등, 무도나 다양한 지식이 뛰어나 노인을 뒤에서 지켜주거나, '니코'를 지지해주는 존재로 그려지지만, 드라마에서는 다소 미덥지 못한 익살스러운 존재로 그려진다. 또 원작에서는 모든 사람들에게 과묵하고 필요 이상의 이야기는 하지 않는 사무적인 사람이지만, 드라마에서의 '나나시'는 '니코', '로보'에게 친구같은 존재다.